# Culumana incida
Culumana incida är en insektsart som beskrevs av Delong och Freytag 1972. Culumana incida ingår i släktet Culumana och familjen dvärgstritar. Inga underarter finns listade i Catalogue of Life.